# إليزابيث تشيشاير
إليزابيث تشيشاير (بالإنجليزية: Elizabeth Cheshire) هي ممثلة أمريكية، ولدت في 3 مارس 1967 في بربانك في الولايات المتحدة.

## وصلات خارجية
- إليزابيث تشيشاير على موقع IMDb (الإنجليزية)
- إليزابيث تشيشاير على موقع قاعدة بيانات الفيلم (الإنجليزية)